# Prix Robert-Delavignette
Le prix Robert-Delavignette est un prix littéraire français annuel de l’Académie des sciences d'outre-mer, créé en 1987 et « destiné à récompenser un auteur ayant traité de l’Amérique ou des Antilles ».
Robert Delavignette, né à Sainte-Colombe-sur-Seine le 29 mars 1897 et mort à Paris 7e le 4 février 1976 est un haut fonctionnaire, directeur de l'École nationale de la France d'outre-mer et spécialiste des questions coloniales.

## Liste des lauréats
- 1987 : Joseph-Roger de Benoist pour Église et pouvoir colonial au Soudan français : les relations entre les administrateurs et les missionnaires catholiques dans la boucle du Niger, de 1885 à 1945.
- 1988 : Maurice Kamto pour Pouvoir et droit en Afrique noire.
- 1990 : Claude Le Borgne (1921-....) pour La prison nomade.
- 1991 : Ousmane Moussa Diagana (1951-2001) pour Chants traditionnels du pays Soninké.
- 1992 : Mano Dayak pour Touareg, la tragédie.
- 1993 : André Ortolland (1925-....) pour Les institutions judiciaires à Madagascar et dépendances.
- 1994 : Christine Henry (1947-....) pour Les îles où dansent les enfants défunts : âge, sexe et pouvoir chez les Bijogo de Guinée-Bissau.
- 1995 : Louis Frèrejean (1862-1917) pour Mauritanie, 1903-1911 : mémoires de randonnées et de guerre au pays des Beidanes.
- 1996 : Catherine Akpo-Vaché (1953-....) pour L’AOF et la Seconde guerre mondiale : la vie politique, septembre 1939-octobre 1945.
- 1998 : Bertrand Desmazières (1916-2006) pour Pierre de Sorbier de Pougnadoresse : le Colbert de Lyautey, Rabat, 1912-1925.
- 1999 : Ciro Flamarion Santana Cardoso pour La Guyane française, 1715-1817 : aspects économiques et sociaux : contribution à l’étude des sociétés esclavagistes d’Amérique.
- 2000 : René Laure pour Trente années Outre-mer.
- 2001 : Jean Bruyas pour Les sociétés traditionnelles de l’Afrique noire.
- 2002 : Robert Dubois pour L’identité malgache : la tradition des ancêtres.
- 2003 : Alain Beauvilain pour Toumaï : l’aventure humaine.
- 2004 : Jean Moomou (1977-....) pour Le monde des Marrons du Maroni en Guyane, 1772-1860 : la naissance d’un peuple, les Boni.
- 2005 : Jean-Yves Bertrand-Cadi (1936-....) pour Le colonel Chérif Cadi.
- 2006 : Alex Loyzance pour Administrateur de terrain outre-mer, 1952-1977 : un métier passionnant.
- 2007 : Roland Colin pour Sénégal notre pirogue, au soleil de la liberté : journal de bord, 1955-1980.
- 2008 : Bernard Delmond pour Retour à Dori, Burkina Faso.
- 2009 : Bernard Le Nail pour Des Bretons au Mexique.
- 2010 : Romuald Fonkoua pour Aimé Césaire, 1913-2008.
- 2011 : Ernest Pépin pour Le soleil pleurait.
- 2012 : Denis Rolland pour L’Amérique latine et la France : acteurs et réseaux d’une relation culturelle.
- 2013 : Vincent Cousseau (1971-....) pour Prendre nom aux Antilles : individus et appartenances, XVIIe – XIXe siècles.
- 2014 : Rahma Jerad (1981-....) pour Les États-Unis et Cuba au XIXe siècle : esclavages, abolition et rivalités internationales.
- 2015 : Thomas Grillot pour Après la Grande Guerre : comment les Amérindiens des Etats-Unis sont devenus patriotes : 1917-1947.
- 2016 : Gilles Havard pour Histoire des coureurs de bois : Amérique du Nord, 1600-1840.
- 2017 : Farid Ameur pour Les Français dans la guerre de Sécession, 1861-1865.
- 2018 : Monique Delhoume-Sanciaud pour Les Incas ou La destruction de l’Empire du Pérou de Jean-François Marmontel : le regard d’un homme du dix-huitième siècle sur le Nouveau-Monde, sa conquête et son évangélisation.
- 2019 : Juliette Dumont (1981-....) pour Diplomaties culturelles et fabrique des identités : Argentine, Brésil, Chili, 1919-1946.
- 2020 : Albert James Arnold (1939-....) pour La littérature antillaise : entre histoire et mémoires.
- 2021 : Éric Jennings pour Les bateaux de l’espoir : Vichy, les réfugiés et la filière martiniquaise
- 2022 :
  - Sylvain Mary pour Décoloniser les Antilles ? : une histoire de l’État postcolonial (1946-1982)
  - Paz Núñez-Regueiro pour Promesses de Patagonie : l’exploration française en Amérique australe et la patrimonialisation du « bout du monde »
- 2023 : Anne-Claire Faucquez pour De la Nouvelle-Néerlande à New York : la naissance d une société esclavagiste, 1624-1712
- 2024 : ex æquo
  - Jean-Paul Duviols pour L'aventure jésuite du Paraguay (1610-1767)
  - Gilles Havard pour Les Natchez : une histoire coloniale de la violence